# Loopealse

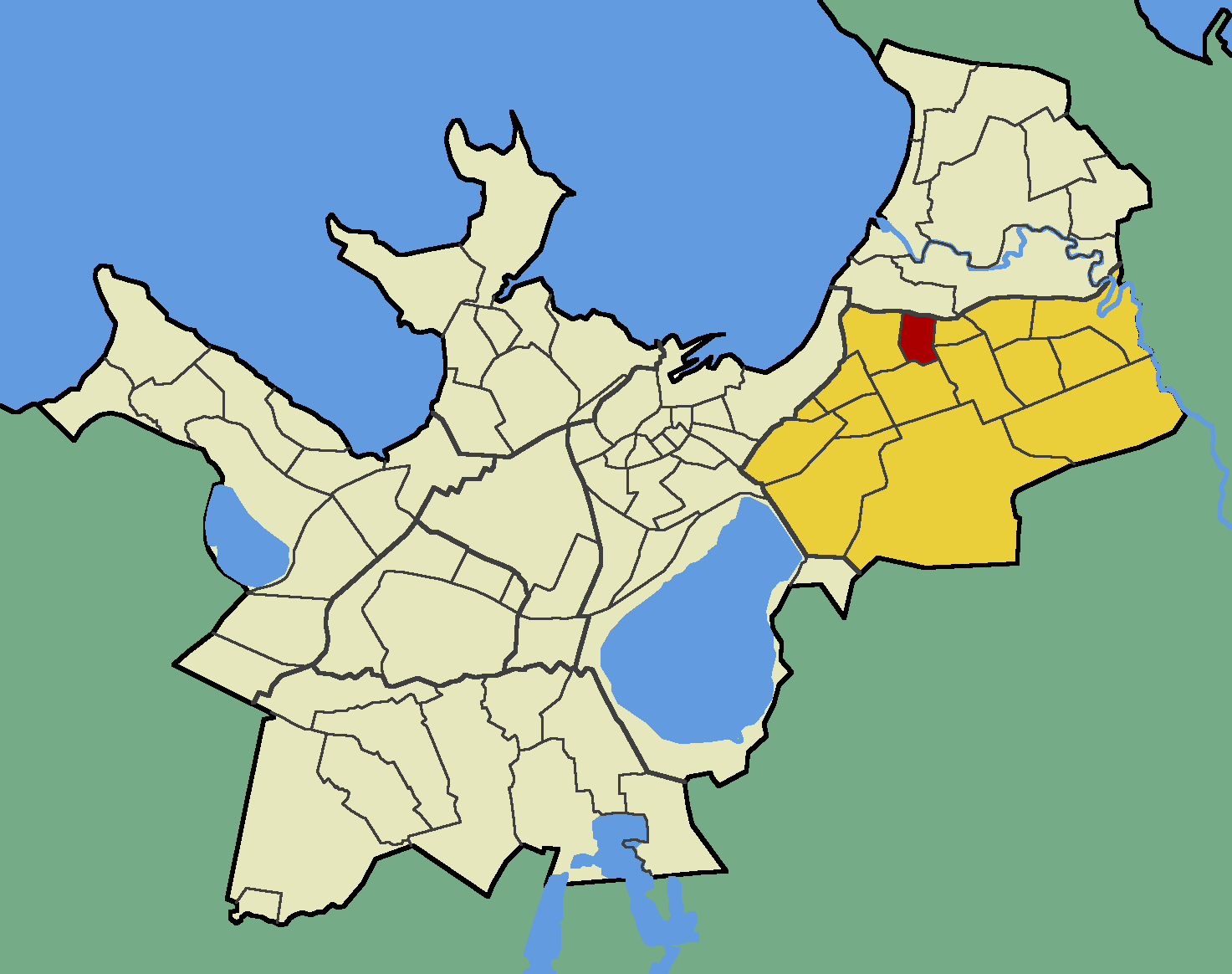
Der Bezirk Loopealse (rot) im Tallinner Stadtteil Lasnamäe (gelb)

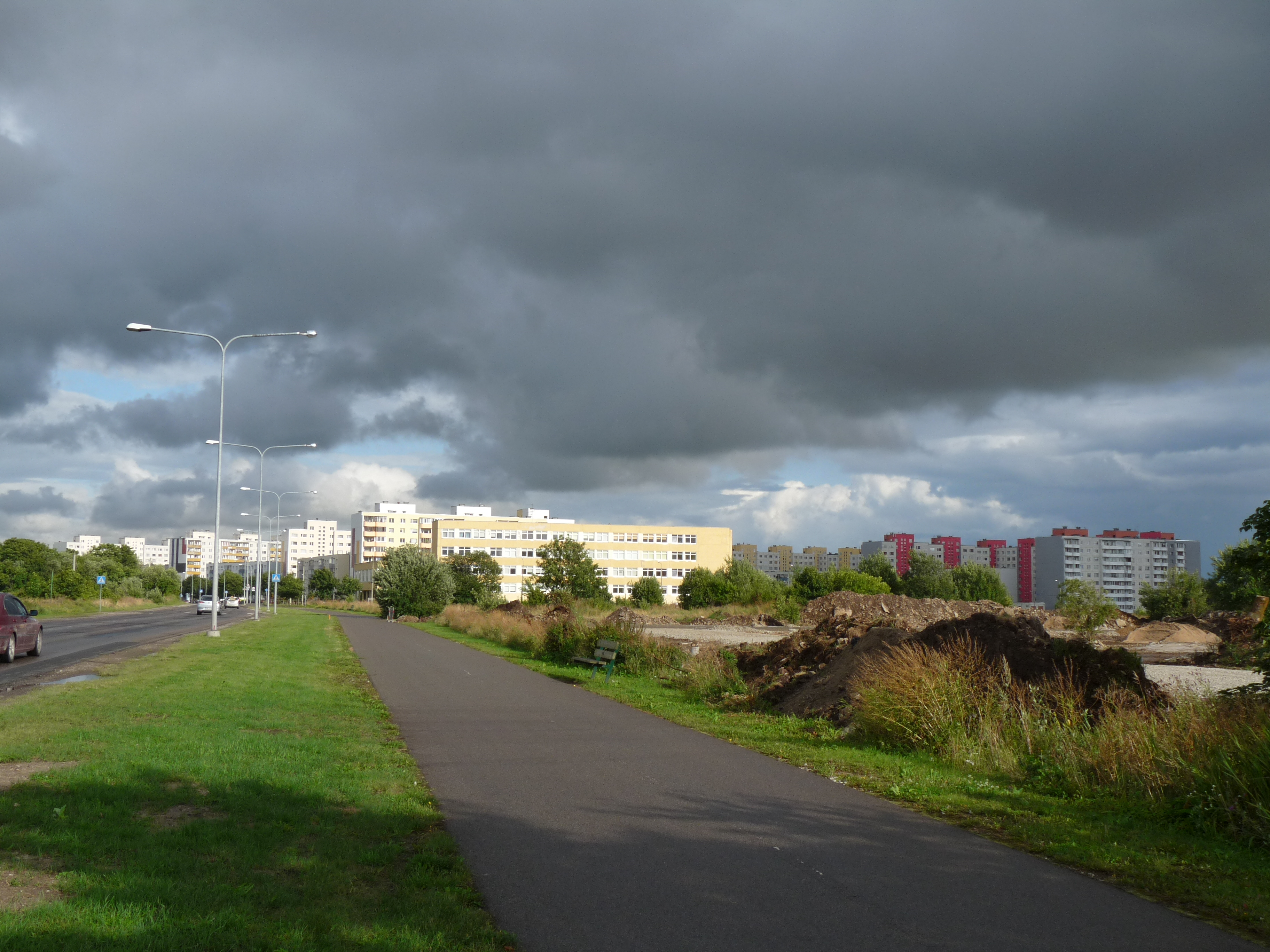
Wohnhäuser in Loopealse

Loopealse (zu Deutsch „das Alvar [-Gebiet]“) ist ein Bezirk (estnisch asum) der estnischen Hauptstadt Tallinn. Er liegt im Stadtteil Lasnamäe (deutsch „Laaksberg“).

## Beschreibung
Der Stadtbezirk hat 2.048 Einwohner (Stand 1. Mai 2010).
Das Stadtbild dominieren noch Plattenbau-Hochhäuser im sowjetischen Stil. Daneben werden derzeit zahlreiche fünf- bis achtstöckige Neubauten in Loopealse errichtet. Der Ort bietet durch seine Lage auf einem Kalksteinberg eine gute Aussicht auf die Ostsee.
In Loopealse steht um den 1800 m² großen „Platz Patriarch Alexius II.“ (Patriarh Aleksius II väljak) einer der größten orthodoxen Kirchen-Neubauten Estlands. Alexius II. (1929–2008) war von 1990 bis zu seinem Tod Patriarch von Moskau und der ganzen Rus und damit Oberhaupt der Russisch-Orthodoxen Kirche. Er stammte aus Tallinn.